# Black Magic
"Black Magic"는 영국의 걸 그룹 리틀 믹스의 노래이자 정규 3집 앨범 《Get Weird》의 리드 싱글이다. UK 싱글 차트 1위곡이며 2016 브릿 어워드 올해의 영국 싱글상, 올해의 영국 비디오상 후보곡이다.